# Бетанкур, Виктор
Виктор Стенио Бетанкур Руис (исп. Víctor Stenio Betancourt Ruis, 7 июля 1966, Гуаякиль, Эквадор — 28 октября 2008, Москва) — римско-католический деятель, иезуит.
Вступил в Общество Иисуса 14 сентября 1984 года. Обучался в Аргентине и Германии. Защитил докторскую диссертацию в Папском Григорианском Университете в Риме. С 2001 года работал в России. Занимался подготовкой кандидатов в Общество Иисуса, а с 2008 выполнял функции представителя основателя при Институте философии, теологии и истории св. Фомы в Москве. Кроме того, оказывал активную пастырскую помощь в Храме Святого Людовика Французского в Москве.

## Убийство
28 октября 2008 года в принадлежащей «Обществу Иисуса» пятикомнатной квартире на улице Петровка в Москве был обнаружен его труп, а также труп другого иезуита — немецкого священника Отто Мессмера. Обоим иезуитам были нанесены тяжелые ранения в голову.
6 ноября 2008 года следствием «в одном из клубов столицы нетрадиционной направленности» был задержан подозреваемый в убийстве, которого источник в правоохранительных органах Москвы представил как ранее судимого мужчину 1970 года рождения, зарабатывающего на жизнь мужской проституцией; следствие склоняется к сексуально-бытовой версии убийства.
5 ноября 2008 года по убитым главой архиепархии Божией Матери архиепископом Павлом Пецци, в сослужении представителя Святого Престола в Российской Федерации архиепископа Антонио Меннини и иных, в кафедральном соборе Непорочного Зачатия была совершена заупокойная месса.
В 2009 году расследование по делу о двойном убийстве было официально завершено. Следствие пришло к выводу, что ранее судимый Михаил Орехов убил топором гражданина Эквадора Виктора Бетанкура, когда тот попытался склонить его к «совершению совместных действий сексуального характера». Отто Мессмер был убит Ореховым с целью сокрытия следов первого убийства. Тем не менее, убийца не старался скрыть следы преступления, так как на месте преступления были найдены бутылки абсента, пачки сигарет, презервативы и следы крови.